# Mike Dixon (cầu thủ bóng đá, sinh năm 1937)
Michael Dixon (sinh ngày 14 tháng 3 năm 1937) là một cầu thủ bóng đá người Anh thi đấu ở vị trí tiền đạo trung tâm.

## Sự nghiệp
Sinh ra ở Willesden, Dixon thi đấu cho Hitchin Town, Luton Town, Coventry City và Cambridge United.